# Georgian Airways
Georgian Airways (in georgiano ჯორჯიან ეარვეისი?) è la compagnia aerea di bandiera della Georgia. Il quartier generale della compagnia si trova a Tbilisi. L'azienda, posseduta da privati, effettua servizi di trasporto passeggeri e merci dalla Georgia verso l'Europa e l'Asia occidentale. La società ha presentato istanza di fallimento il 31 dicembre 2021, collegata ad una procedura di ristrutturazione, ed è in vendita da gennaio 2022.

## Storia
La compagnia aerea nacque e iniziò le operazioni di volo nel settembre del 1993 con il nome di Arizena. Inizialmente operava solamente voli charter o executive. I voli di linea iniziarono nel 1997. Due anni dopo, nel 1999, Arizena si fuse con Air Georgia e nel 2004 la compagnia cambiò definitivamente nominativo in Arizena Georgian Airways.
Nella prima metà del 2000, la direzione della compagnia aerea decise di modernizzare la flotta noleggiando due Boeing 737-500 da Hapag-Lloyd. È stata la prima compagnia aerea georgiana ad utilizzare moderni velivoli di fattura occidentale.
Nel 2010 Georgian Airways è entrata a far parte della International Air Transport Association (IATA).
Dal 2017 in poi la compagnia ha ammodernato la flotta con aerei tra cui Embraer 190/195 e Boeing 737 Next Generation.
Georgian Airways ha dichiarato fallimento il 31 dicembre 2021, in relazione a procedure di ristrutturazione, ed è stata messa in vendita nel gennaio 2022. La compagnia aerea aveva un debito di ₾ 125.000.000 (€ 52.000.000), contro ₾ 21.000.000 di attività, a causa del divieto di volo russo dal luglio 2019, e soprattutto per la pandemia di COVID-19. Le autorità georgiane hanno vietato il traffico aereo internazionale per 11 mesi, ad eccezione di alcuni voli mensili obbligatori per il governo a fini di rimpatrio.
Il piano di insolvenza si concentra sulle rotte redditizie tutto l'anno (Amsterdam, Tel Aviv e Minsk) e su alcuni charter stagionali redditizi, garantendo al contempo questi voli. Georgian Airways ha indicato nel gennaio 2022 che avrebbe continuato a operare i voli.

## Flotta

### Flotta attuale

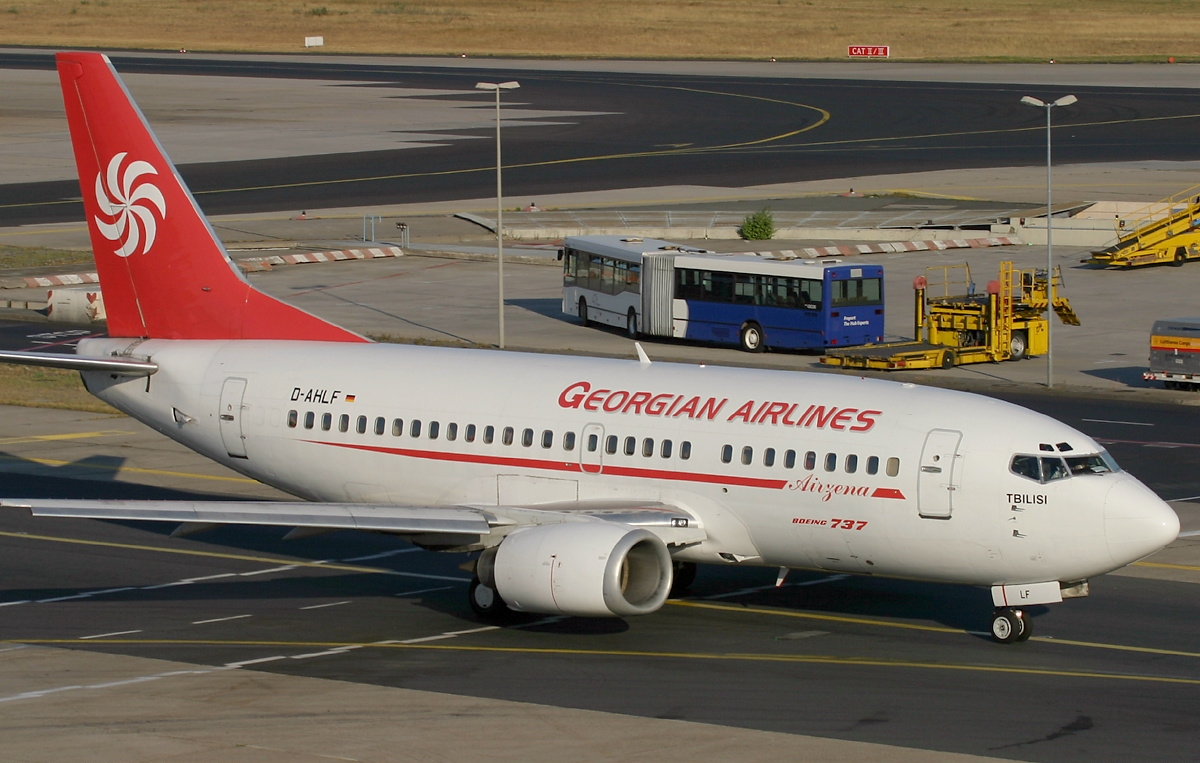
Un Boeing 737-500.

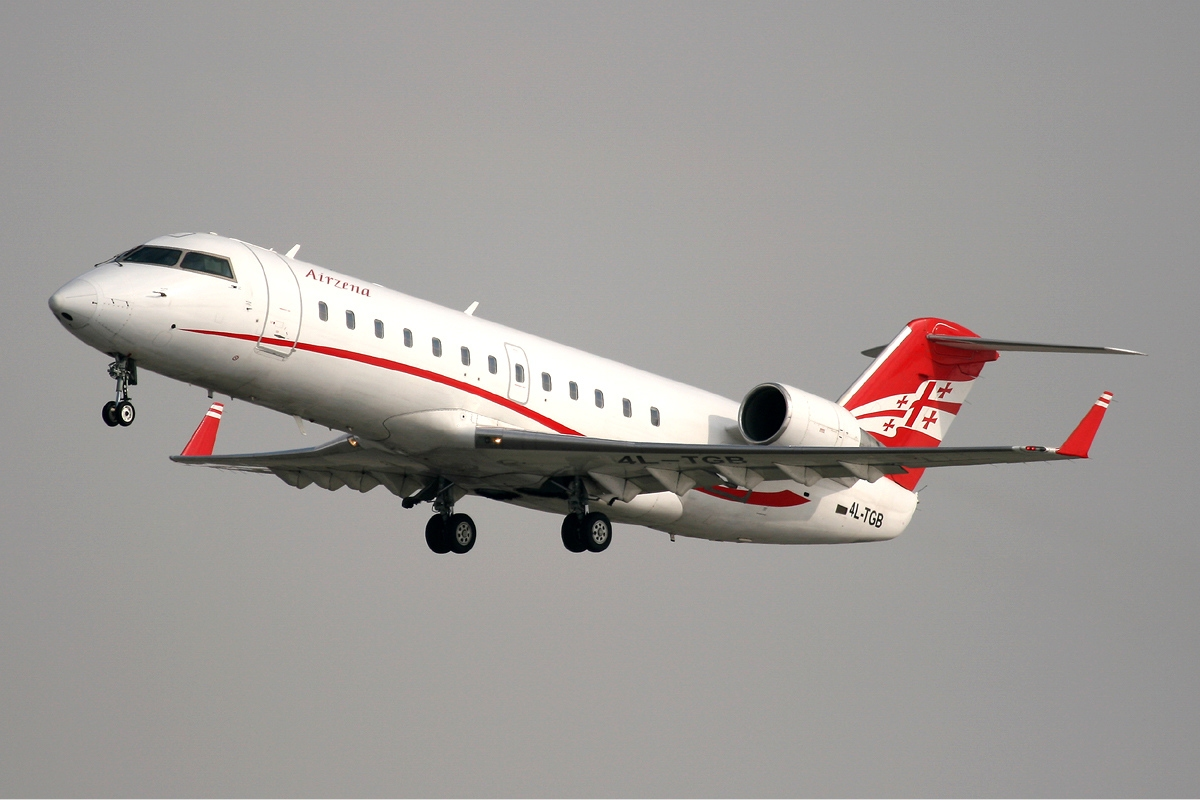
Un Bombardier CRJ200.

A maggio 2025 la flotta di Georgian Airways è così composta:

### Flotta storica
Georgian Airways operava in precedenza con i seguenti aeromobili:

## Incidenti
- 4 aprile 2011:  il volo Georgian Airways 834, un volo charter per una missione delle Nazioni Unite operato da un Bombardier CRJ100ER della Georgian Airways (registrato come 4L-GAE), precipitò all'aeroporto di N'djili, Kinshasa, Repubblica Democratica del Congo, mentre volava a bassissima quota in condizioni meteorologiche "estreme". 32 delle 33 persone a bordo rimasero uccise.[9]